# 오다 노부요시 (1584년)
오다 노부요시(일본어: 織田信良)는 아즈치모모야마 시대부터 에도 시대 전기까지의 무장, 다이묘이다. 고즈케 오바타 번 초대 번주. 아버지는 오다 노부카쓰, 어머니는 고즈쿠리 도모마사의 딸이다. 오다 노부나가의 손자이자 기타바타케 하루토모의 외증손이다. 오다 히데노부의 사촌 동생.
| 전임 (오다 노부카쓰) | 제1대 오다 가문 노부카쓰 계 노부요시 류 당주 1616년 ~ 1626년 | 후임 오다 노부마사 |

| 전임 나가이 나오카쓰 | 제1대 오바타 번 번주 (오다 가문 노부카쓰 계 노부요시 류) 1617년 ~ 1626년 | 후임 오다 노부마사 |